# Montesquieu-Volvestre
Montesquieu-Volvestre település Franciaországban, Haute-Garonne megyében. Lakosainak száma 3083 fő (2022. január 1.). Montesquieu-Volvestre La Bastide-de-Besplas, Fornex, Loubaut, Sainte-Croix-Volvestre, Thouars-sur-Arize, Bax, Goutevernisse, Gouzens, Lahitère, Latour, Mailholas, Montberaud, Montbrun-Bocage, Rieux-Volvestre és Saint-Christaud községekkel határos.

## Népesség
A település népességének változása:
| Lakosok száma | 1924 | 2088 | 2117 | 2660 | 3205 | 3080 | 3032 | 3111 | 3109 | 3083 |
|               | 1968 | 1982 | 1990 | 2006 | 2013 | 2015 | 2017 | 2019 | 2020 | 2022 |